# Lucius Iwejuru Ugorji
Lucius Iwejuru Ugorji (Naze, 13 gennaio 1952) è un arcivescovo cattolico nigeriano, dal 6 marzo 2022 arcivescovo metropolita di Owerri.

## Biografia

### Formazione e ministero sacerdotale
Dopo aver frequentato il seminario, è stato ordinato diacono il 15 ottobre 1976 e sacerdote il 16 aprile 1977.

### Ministero episcopale
Il 2 aprile 1990 papa Giovanni Paolo II lo ha nominato vescovo di Umuahia.
Ha ricevuto l'ordinazione episcopale nella cattedrale di Umuahia il 1º luglio successivo dalle mani del pro nunzio apostolico della Nigeria Paul Fouad Naïm Tabet, co-consacranti il vescovo emerito di Umuahia Anthony Gogo Nwedo e il vescovo di Awka Albert Kanene Obiefuna. 
Il 29 aprile 2002, il 13 febbraio 2009 e il 26 aprile 2018 ha compiuto la visita ad limina.
Dal 19 febbraio 2018 al 20 giugno 2024 ha ricoperto anche l'ufficio di amministratore apostolico  sede vacante et ad nutum Sanctae Sedis di Ahiara.
All'interno della conferenza episcopale della Nigeria ha ricoperto il ruolo di vicepresidente dal 22 febbraio 2018 al 9 marzo 2022, quando ne è divenuto presidente. 
Il 6 marzo 2022 papa Francesco lo ha promosso arcivescovo metropolita di Owerri. Ha preso possesso dell'arcidiocesi il 23 giugno successivo.

## Genealogia episcopale e successione apostolica
La genealogia episcopale è:
- Patriarca Youhanna Boutros Bawwab el-Safrawi
- Patriarca Jirjis Rizqallah
- Patriarca Stefano Douayhy
- Patriarca Yaaqoub Boutros Awwad
- Patriarca Semaan Boutros Awwad
- Patriarca Youssef Boutros Estephan
- Patriarca Youhanna Boutros Helou
- Patriarca Youssef Boutros Hobaish
- Patriarca Boulos Boutros Massaad
- Patriarca Elias Boutros Hoayek
- Patriarca Antoun Boutros Arida
- Cardinale Antoine Pierre Khoraiche
- Arcivescovo Paul Fouad Naïm Tabet
- Arcivescovo Lucius Iwejuru Ugorji

La successione apostolica è:
- Vescovo Simeon Okezuo Nwobi, C.M.F. (2023)